# 七磅
《七面人生》（英語：Seven Pounds）是一部由加布里尔·穆奇诺导演，威尔·史密斯主演的2008年电影。电影由哥伦比亚电影公司发行，并於2008年12月19日在北美地区公映。

## 剧情
主要讲述了一段因为自己的过错造成死亡数人的巨大灾难后，在内疚和自责压力下自己不断给周围和自己找到的需要身体移植的正直之人给予帮助照顾，最终献出生命的救赎之路。
蒂姆·汤姆森两年前由于开车时候打手机发生了车祸，这次事故造成了 7 人丧生，包括 6 名陌生人和他的未婚妻。在车祸的一年之后，蒂姆·汤姆森辞去了自己航空工程师的工作，并将盗用自己弟弟本·汤姆森的证件成为国税局的职员，调查取得了几个身体需要器官移植救治，且为人正直的值得帮助的人的信息。在此期间，他也帮助了一个因经常受到丈夫暴力虐待而建议她带着两个孩子离开她丈夫的拉美裔妇女 Connie，并把自己的房屋送给了她们母子女三个。
在一次调查中，他发现了艾米莉·波薩需要心脏移植手术，而自己的心脏正好适合。于是他冒充国税局职员本·汤姆森的身份帮助她跟她相处了一段时间，两人亦建立起了深厚的感情。无奈随着艾米莉末日危机的渐渐逼近，蒂姆也无比痛苦。
与相关知情人交代过事项后，在一家旅馆房间内蒂姆打了报警电话后就用剧毒的箱水母自杀了。最终艾米莉·波薩因得到蒂姆的心脏而得救了。后来与蒂姆的弟弟交谈过以及从受赠者名单中她了解到蒂姆也将自己的其他器官捐献给了另外几个人：那次车祸一年后蒂姆的弟弟得到了肺癌，蒂姆捐了一个肺；又半年后右侧肝捐给了一位在儿童福利局工作的老太太 Holly；脊髓也捐给了一个儿童 Nicholas；他把房子捐赠给了拉美裔妇女 Connie ，肾脏捐给了一个冰球教练 George，而现在这次蒂姆死后除了心脏给了艾米莉外，眼睛也给了一个失明的鋼琴手。一共是七个人得到蒂姆的救助。
艾米莉怀着激动的心情，找到了那个复明的鋼琴手，两人也拥抱在一起。

## 演员
- 威尔·史密斯 饰 蒂姆·汤马斯，在片中为了寻找需要帮助的人，而盗用弟弟的证件成为国税局职员本·汤马斯。
- 麦克·艾里 饰 本·汤马斯，蒂姆的弟弟，为国税局职员。曾患有肺癌而得到蒂姆捐赠一个肺。
- 罗莎里奥·道森 饰  Emily Posa，心脏病患，受到蒂姆的帮助，并与之相爱。最后得到蒂姆的心脏捐助。
- Woody Harrelson 饰 Ezra Turner，一个失明的鋼琴手，得到蒂姆捐赠眼角膜得以重见光明。
- Elpidia Carrillo 饰 Connie Tepos，受男友家暴的拉丁裔妇女，得到蒂姆赠送的房子以逃脱男友。
- Judyann Elder 饰 Holly，一个儿童福利局的职工，得到蒂姆的肝脏捐助。
- Bill Smitrovich 饰 George，冰球教练，得到蒂姆的腎臟捐助。
- Quintin Kelly 饰 Nicholas，一个患癌症的小朋友，得到蒂姆的骨髓捐助。
- 巴里·佩珀 饰 Dan Morris，蒂姆的朋友，同时也是蒂姆遗嘱的委托人
- Robinne Lee 饰 Sarah Jenson，蒂姆的未婚妻。

## 片名解释
威爾·史密斯曾說過片名來自于莎士比亞的著名喜劇《威尼斯商人》；劇中商人安東尼奧（Antonio）為了要出海向猶太商人夏洛克（Shylock）借款，同時立下了借據約定若無法如期還錢，安東尼奧得割下一磅的肉作為懲罰 － “a debtor must pay a pound of flesh”（欠債者還一磅肉），因此「Seven Pounds」係譬喻威爾·史密斯為救贖自己過失所造成的七人死亡車禍，而作出幫助其它七個好人的贖罪舉動。